# Riensheide mit Stichter See und Sägenmoor
Die Riensheide mit Stichter See und Sägenmoor ist ein Naturschutzgebiet in der niedersächsischen Gemeinde Neuenkirchen und der Stadt Soltau im Landkreis Heidekreis.

## Allgemeines
Das Naturschutzgebiet mit dem Kennzeichen NSG LÜ 298 ist rund 250 Hektar groß und liegt in den Quellgebieten von Bomlitz und Warnau. Es wird größtenteils vom Landschaftsschutzgebiet „Riensheide“ umgeben. Das etwa 140 Hektar große FFH-Gebiet „Riensheide“ ist Bestandteil des Naturschutzgebietes. Das Gebiet steht seit dem 30. Januar 2014 unter Schutz. Zuständige untere Naturschutzbehörde ist der Landkreis Heidekreis.

## Beschreibung
Das aus drei Teilflächen – der Riensheide, dem Stichter See und dem Sägenmoor – bestehende Naturschutzgebiet liegt südlich von Neuenkirchen zwischen Visselhövede und Soltau im Süden des Naturparks Lüneburger Heide in einem überwiegend bewaldeten Bereich. Die Bereiche sind von Feucht- und Trockenheiden, in Randbereichen teilweise auch Sandheiden, Schwingrasen- und Übergangsmooren sowie Birken- und Kiefernwäldern auf feuchten und trockenen Standorten sowie Moor- und Bruchwäldern geprägt. In allen Teilbereichen sind dystrophe Stillgewässer zu finden. Die meisten sind während der Weichsel-Kaltzeit als Windausblasungsmulden (Schlatts) über wasserstauender Grundmoräne aus der Saale-Kaltzeit entstanden.
Die Waldbereiche im Naturschutzgebiet verfügen über einen hohen Alt- und Totholzanteil. Standortfremde Pflanzen und Gehölzarten wie Fichten und Spätblühende Traubenkirschen sollen langfristig beseitigt werden.
Das Naturschutzgebiet ist Lebensraum für zahlreiche Vögel, darunter Neuntöter, Grünspecht, Zwergtaucher, Heidelerche, Waldschnepfe und Kranich sowie potentiell Birkwild und Amphibien und Reptilien, darunter Moorfrosch, Kreuzotter, Schlingnatter und Zauneidechse. Auch zahlreiche, teilweise gefährdete Pflanzenarten sind hier zu finden, darunter Königsfarn, Rosmarin- und Glockenheide, Rauschbeere, Moorlilie, Sumpfcalla, Rundblättriger Sonnentau, Sumpfbärlapp, Fadenbinse, Deutsche Rasenbinse, Knöterich-Laichkraut und Weißes Schnabelried. Auf den Sandheidenflächen sind Zwergstrauchheiden mit Besenheide, Ginster und Wacholder zu finden.
Das Gebiet wird teilweise forstwirtschaftlich und touristisch bzw. für die Naherholung genutzt. So darf am Nordufer des Stichter Sees gebadet werden und die Stillgewässer Stichter See und Schwarzer Dreck im Winter zum Eislaufen betreten werden.